# Аборты в Зимбабве
Аборт в Зимбабве доступен при некоторых ограниченных обстоятельствах. Нынешний закон Зимбабве об абортах, Закон о прерывании беременности, был принят правительством белого меньшинства Родезии в 1977 году. Закон разрешает аборт, если беременность угрожает жизни женщины или угрожает необратимым ухудшением её физического здоровья, если ребенок может родиться с серьёзными физическими или умственными недостатками или если плод был зачат в результате изнасилования или инцеста. Тем не менее, по оценкам, ежегодно в Зимбабве проводится более 70 000 нелегальных абортов, что приводит к около 20 000 материнских смертей.

## Терминология
Закон о прерывании беременности определяет аборт как «прекращение беременности иначе, чем с намерением родить живого ребёнка».

## История
До 1977 года аборты в Зимбабве (тогда Родезия) регулировались римско-голландским общим правом и английским прецедентным правом, а именно Законом о преступлениях против личности 1861 года, который разрешал аборты только для спасения жизни беременной женщины. Этот принцип был разъяснён в деле Рекс против Борна 1938 года, в котором судья Малкольм Макнахтен постановил, что аборт может быть выполнен на законных основаниях для спасения жизни матери. В то время Булавайо был «центром абортов» Родезии, и большинство процедур аборта выполнялись гинекологами в центральной больнице Булавайо.
С появлением женского освободительного движения в Родезии в начале 1970-х годов дебаты по поводу закона об абортах усилились. В июле 1976 года правительственная комиссия по расследованию прерывания беременности в Родезии опубликовала свои рекомендации ослабить некоторые ограничения на аборты. В отчёте комиссия признала, что «возможно, большинство молодых родезийцев хотят, чтобы законы об абортах были либерализованы». Комиссия рекомендовала разрешить аборт при следующих условиях:
- Если сохранение беременности представляет опасность для жизни матери и прерывание необходимо для спасения её жизни;
- когда продолжение беременности представляет серьёзную угрозу физическому здоровью матери и прерывание необходимо для сохранения её здоровья;
- если продолжение беременности создаёт большую опасность серьёзного и необратимого ущерба для психического здоровья матери, и во избежание такой опасности необходимо прерывание беременности;
- если с научной точки зрения существует серьёзный риск того, что ребёнок, который должен родиться, будет страдать психическим или физическим дефектом, так что он станет тяжёлым инвалидом;
- если ребёнок зачат в результате изнасилования или инцеста;
- если мать страдает слабоумием.

Отчёт комиссии и последующий предложенный законопроект в парламенте вызвали общественные дебаты по этому вопросу, и в последующие месяцы The Rhodesia Herald регулярно публиковала письма белых родезийцев о том, что она назвала «ключевой социальной проблемой в родезийском обществе».
В журнале Zambezia Дайана Сигер, преподаватель социологии в Университете Родезии, выразила неудовлетворенность выводом комиссии, написав, что, хотя они сделали «кажущийся либеральным жест… по существу [их] рекомендации ничем не отличаются от предыдущего законодательства». Джеки Стаффорд, президент Национальной организации женщин, написала в The Herald, что «рекомендации Комиссии… были довольно консервативными… не заходили так далеко, как хотелось бы многим женщинам». Политическая активистка Дайана Митчелл спрашивала в письме: «Почему с женщинами Родезии не консультируются по этому спорному вопросу?» Она считает, что аборт «следует оставить на усмотрение заинтересованных лиц». В то же время в других письмах The Herald выражалось несогласие с либерализацией законов об абортах. Рой Бакл, житель Солсбери, утверждал, что расширенный доступ к легальным абортам представляет собой «острый конец клина, и что последует дальнейшая либерализация». Ни один из авторов писем не был чернокожим родезийцем, и ни в одном из писем не говорилось о том, как это может повлиять на чернокожих женщин.
Аборт был социальным и моральным вопросом, а в Родезии он был также и расовым вопросом. Многие крайне правые представители белого населения рассматривали аборты в первую очередь как средство борьбы с быстрым ростом чёрного населения. В результате либеральные законы об абортах могут рассматриваться чёрными родезийцами как средство геноцида их расы.
В декабре 1976 года, действуя на основании выводов комиссии, парламент принял закон, касающийся абортов. Закон о прерывании беременности (№ 29 от 1977 года), вступивший в силу 1 января 1978 года, расширил доступ к аборту, разрешив процедуру при трёх условиях: если беременность угрожает жизни женщины или угрожает нанести ей необратимый ущерб; физического здоровья, если ребёнок может родиться с серьёзными физическими или умственными недостатками или если плод был зачат в результате изнасилования или инцеста. По ранее действовавшему закону последние два условия не были обстоятельствами, при которых можно было сделать легальный аборт. Хотя новый закон расширил доступ к абортам, он не зашёл достаточно далеко для некоторых: Джеки Стаффорд, президент Национальной организации женщин, написала в письме в The Herald, что закон «не выказал ничего, кроме презрения к женщинам этой страны, и заставляет меня удивляться здравомыслию наших парламентских представителей».
После обретения Зимбабве независимости в 1980 году новое правительство чернокожих сохранило Закон о прерывании беременности.
В последние годы усилилась активная поддержка внесения поправок в закон и расширения доступа к легальным абортам. Многие поддерживают расширение доступа к легальным абортам, чтобы положить конец небезопасным нелегальным абортам, которые часто угрожают здоровью матери или приводят к её смерти. Зимбабвийские женщины в 200 раз чаще умирают от процедуры аборта, чем женщины в Южной Африке, где сделать аборт проще. А уровень материнской смертности в Зимбабве в три раза выше, чем в ЮАР. Одна из групп по защите прав на аборт, действующая в Зимбабве, называется «Прямо здесь и сейчас» (англ. Right Here Right Now, RHRN) и выступает за пересмотр Закона о прерывании беременности, который они считают «архаичным». Также призывы расширить доступ к легальным абортам исходили от организации «Врачи Зимбабве за права человека», а также от бывшего министра финансов Тендаи Бити.

## Текущий правовой статус
Аборты разрешены законом при ограниченных обстоятельствах. В соответствии с Законом о прерывании беременности аборт может быть произведён на законных основаниях, если беременность представляет серьёзную опасность для жизни матери или угрожает необратимым ухудшением её физического здоровья, если существует значительный риск рождения ребёнка с серьёзными физическими или психическими дефектами, или если плод был зачат в результате незаконного полового акта, определяемого как изнасилование, инцест или половой акт с женщиной с психическими отклонениями (другие половые преступления, такие как растление, не являются законным основанием для аборта).
Аборт может быть выполнен только практикующим врачом в учреждении, указанном Министерством здравоохранения и охраны детства, с письменного разрешения заведующего больницей или администратора. Для проведения процедуры аборта два практикующих врача, не принадлежащие к одному и тому же медицинскому партнёрству или учреждению, должны подтвердить, что необходимые условия действительно существуют. В случаях незаконного полового акта (изнасилования, инцеста или полового акта с женщиной, страдающей психическим заболеванием), магистрат суда той юрисдикции, в которой должен был быть произведён аборт, должен выдать справку, подтверждающую, что беременность, вероятно, была результатом незаконного полового акта как определено в законе. Услуги по абортам предоставляются Министерством здравоохранения и охраны детства и бесплатны для малообеспеченных и безработных женщин.
Незаконный аборт наказывается лишением свободы на срок до пяти лет и/или штрафом. Закон о прерывании беременности устанавливает штраф в размере 5000 Z$ (приблизительно 563 доллара США в 1997 году). Однако Зимбабве больше не использует зимбабвийский доллар. В соответствии со статьёй 60 Закона об уголовном праве и реформе кодификации незаконный аборт наказывается лишением свободы на срок до пяти лет и/или штрафом до 10 уровня.

## Статистика

### Нелегальные аборты
Опрос 2018 года, вопрос о том, должна ли Конституция Зимбабве защищать право на аборт.
 Полное право на аборт (40 %) В определённых случаях (39 %) Против права на аборт (19 %)
Согласно отчету ЮНИСЕФ за 2005 год, ежегодно в Зимбабве проводится около 70 000 незаконных абортов. По оценкам правительства, каждый год происходит более 80 000 нелегальных абортов, в результате которых погибает около 20 000 матерей. В 2017 году официальный представитель Министерства здравоохранения и охраны детства д-р Бернар Мадзима подсчитал, что незаконные аборты являются причиной 16% материнских смертей, половина из которых приходится на подростков. Большинство незаконных абортов, сделанных матерями подросткового возраста, происходит в сельской местности. Аборты также часто делаются нелегально городскими врачами. В 2014 году более 2000 молодых женщин в возрасте от 17 до 25 лет обратились за послеабортной помощью в больницу Хараре, а в больницу Париренятва ежемесячно за помощью после аборта обращаются более 100 женщин.

## Общественное мнение
Опрос по поправкам в Конституцию Зимбабве, проведённый в 2018 году, показал, что 40% респондентов поддерживают полные конституционные права на аборт, 39% поддерживают права на аборт в определённых случаях, а 19% полностью выступают против любых конституционных прав на аборт. Результаты опроса показали, что зимбабвийские мужчины больше поддерживают право на аборт, чем женщины: 46% мужчин поддерживают полные права женщин на аборт по сравнению с 39% женщин, придерживающихся той же точки зрения.